# Ярослав Крупський
Ярослав Крупський пол. Jarosław Krupski (*7 липня 1969 р., Вейгерово, Польща) — футболіст, польський воротар, тренер. Його клубний рекорд — 980 хвилин без пропущеного гола. Причетний до повернення ФК «Арка» до вищої ліги.

## Біографія
- 7 липня 1969 р. — він народився в м. Вейгерово, Польща.
- У 1987-1995 рр. — був гравцем футбольного клубу «Арка» (Гдиня).
- У сезоні 1995-1996 рр. — відіграв у ФК «Алюмініум Конін» пол. Aluminium Konin, «Гурник Конін» (пол. Górnik Konin)[2]
- У сезоні 1996–1997 рр. і навесні 1997 р. — грав у ФК «Белхатув», мав дебют у лізі (в экстра класі). Після спаду гри команди — повернувся до прем'єр-ліги.
- У сезоні 1998-1999 рр. — вийшов у фінал Кубка Польщі, гра у ФК «Белхатув».
- У сезоні 1999–2000 рр. — він був гравцем ФК «Вісла» (м. Плоцьк).
- У сезоні 2001-2002 рр. — перейшов у 1-у лігу, як досягнення в 1/2 фіналу Кубку Польщі, гра у ФК «Вісла».
- У сезоні 2002-2003 рр. — він провів гру у ФК «Заглембе» (м. Любін).
- Восени 2003 р. — залишився без клубу, після чого повернувся до ФК «Арка».
- Осінній сезон 2005—2006 рр. — провів у грі за ФК «Цартушя Картузи» (пол. Cartusia Kartuzy)[3].
- 18 березня 2006 р. — дебютував у вищій лізі із ФК «Арка», матч із ФК «Белхатув», ФК «Арка» виграла з рахунком 2:0. Ще було дві зустрічі із ФК «Гурник Забже» і ФК «Заглембе Любін».

### Тренерська кар'єра
- Навесні сезону 2005–2006 рр. — він почав тренерську кар'єру, коли був граючим тренером воротарів ФК «Арка» (почав докладати зусилля для одержання тренерської ліцензії).
- Сезони 2007–2008 рр. і сезону 2008–2009 рр. — гра за ФК «Цартушя Картузи» (пол. Cartusia Kartuzy)[4].
- Восени 2009 р. — повернувся у ФК «Арка» як тренер воротарів у першій команді.

### Досягнення
- Клубний рекорд — провів 980 хвилин гри без пропущеного гола.
- Наприкінці 2005 р. зіграв у футбольній лізі 101 зустріч (плюс дві гри в плей-офф Ліги чемпіонів). У ФК «Арка» зіграв у 133 матчах ІІ-ї ліги й 87 ІІІ-ї ліги, як резервний воротар причетний до повернення ФК «Арка» у вищу лігу в 2005 р. Роком пізніше долучився до утримання статусу ІІ-ї ліги для ФК «Арка» зігравши в плей-офф у грі із ФК «Шльонськ» (Вроцлав).

| Футболіст | Це незавершена стаття про футболіста. Ви можете допомогти проєкту, виправивши або дописавши її. |